# Thomas Cahill
Pour les articles homonymes, voir Cahill.
Thomas W. Cahill, né le 25 décembre 1864 à New York et mort le 29 septembre 1951 à South Orange (New Jersey), était un athlète, entraîneur, entrepreneur américano-irlandais ayant été un des pères fondateurs du soccer aux États-Unis et le premier sélectionneur de l'équipe des États-Unis de soccer. 

## Biographie

### Premiers pas et intérêt pour le soccer
Thomas Cahill est né à New York mais déménage à Saint-Louis, dans le Missouri en 1871. Il intègre l'Université de Saint-Louis et se construit une réputation d'un athlète amateur prééminent dans le pays. À ses débuts, il s'oriente plutôt vers la course à pied et le baseball mais s'intéresse progressivement au soccer après avoir assisté à une rencontre avec une équipe visiteuse venue de Toronto. En 1897, Cahill fonde les Saint-Louis Shamrocks qui évoluent ensuite en Saint-Louis Association Foot Ball League. L'équipe remporte le championnat en 1899 et 1900. En plus de posséder les Shamrocks, il gère aussi d'autres équipes comme les Saint-Louis Spalding's en 1903-1904 et le Diel FC lors de la saison 1904-1905.

### L'institutionnalisation du soccer aux États-Unis
Cahill retourne alors sur la côte est et s'installe à Newark, dans le New Jersey, en 1910. C'est dans cette ville qu'il décide d'établir un corps gouvernant national pour le soccer aux États-Unis. Il voyage à Stockholm en 1912 afin de participer au congrès annuel de la FIFA avec l'intention de gagner de la reconnaissance pour la American Amateur Football Association, un groupe qu'il a cofondé. Cette tentative échoue mais atteint son objectif en formant l'Association des États-Unis de football (United States Football Association en anglais), qui deviendra ensuite Fédération des États-Unis de soccer (United States Soccer Federation en anglais). Il sert alors dans trois bureaux comme en tant que Secrétaire exécutif de l'USFA entre 1913 et 1921 puis en 1923-1924 et enfin un dernier mandat en 1928.
En 1921, Thomas Cahill aide à l'élaboration de l'American Soccer League qui sera la première véritable tentative d'instauration d'un championnat professionnel aux États-Unis. Il sert même de secrétaire dans l'organisation dans ses premières années.
Cahill est introduit au National Soccer Hall of Fame en 1950 et décède l'année suivante à South Orange, dans le New Jersey.

### Le sélectionneur national
En 1916, Cahill devient le premier sélectionneur de l'équipe des États-Unis de soccer et dirige donc la sélection lors de son premier tour, en Scandinavie. Il reste à ce poste jusqu'en 1924. Pour des débuts, il arrive à dénicher les meilleurs joueurs de ce vaste pays et obtient des résultats encourageants avec deux victoires et deux défaites (pour deux matchs nuls) en six rencontres. Il a notamment emmené la sélection américaine aux Jeux olympiques 1924 à Paris avec très peu de joueurs (seulement 17 contre 22 pour la plupart des autres sélections) et atteint les huitièmes de finale en battant l'Estonie au tour préliminaire puis en chutant face à l'Uruguay.[réf. nécessaire]

## Travaux
- (en) - PDF, 21MB - Spalding's Official "Soccer" Football Guide 1914-15, American Sports Publishing sur archive.org
- (en) - PDF, 21 MB - Spalding's Official "Soccer" Football Guide 1915-16, American Sports Publishing sur archive.org
- (en) - PDF, 23 MB - Spalding's Official "Soccer" Football Guide 1916-17, American Sports Publishing sur archive.org
- (en) - PDF, 17 MB - Spalding's Official "Soccer" Football Guide 1917-18, American Sports Publishing sur archive.org
- (en) - PDF, 13 MB - Spalding's Official "Soccer" Football Guide 1918-19, American Sports Publishing sur archive.org
- (en) - PDF, 16 MB - Spalding's Official "Soccer" Football Guide 1921-22, American Sports Publishing sur archive.org
- (en) - PDF, 20 MB - Spalding's Official "Soccer" Football Guide 1922-23, American Sports Publishing  sur archive.org